# Rois mages
Pour le film, voir Les Rois mages. Pour la chanson, voir Les Rois mages (chanson).

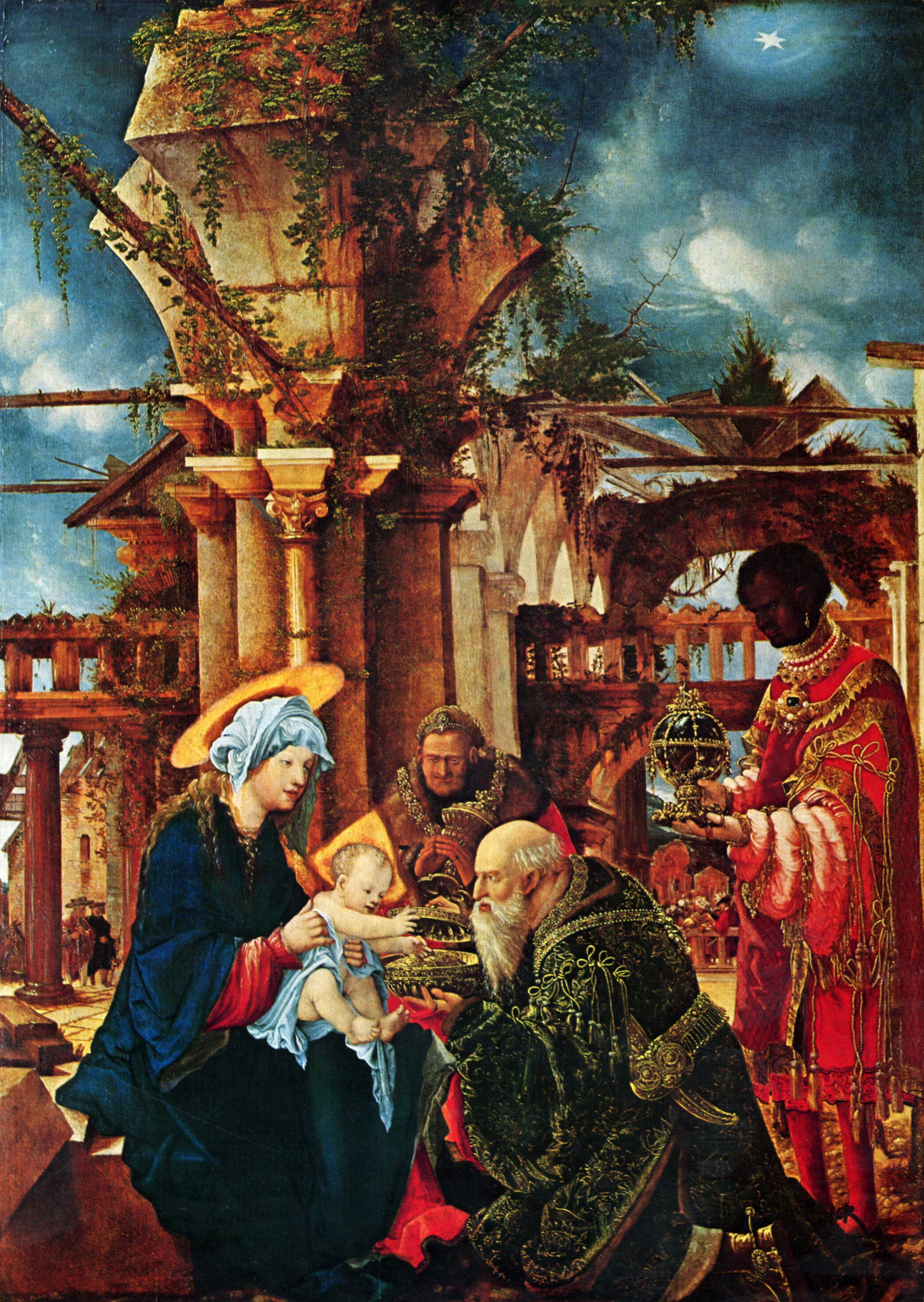
Adoration des mages, par Altdorfer, huile sur tilleul, vers 1530, musée Städel.

Les Rois mages sont des visiteurs qui figurent dans l'épisode de l'Évangile selon Matthieu relatant la nativité de Jésus. Ces mages venant « de l'Orient » suivent l'Étoile de Bethléem pour rendre hommage « au roi des Juifs » qui vient de naître et auquel ils apportent des présents d’une grande richesse symbolique : or, myrrhe et encens.
Le texte évangélique ne mentionne pas leur nombre, pas plus que les noms de ces « sages » (en grec : μάγοι, magoï), et ne les qualifie pas de rois. L'idée de leur origine royale apparaît chez Tertullien au début du IIIe siècle et leur nombre est évoqué un peu plus tard par Origène. Certaines traditions chrétiennes, dont témoignent pour la première fois vers le VIIIe siècle les Excerpta latina barbari, les popularisent sous les noms de Melchior, Gaspard et Balthazar.
Ce sont des personnages traditionnels des récits de la Nativité et le thème de l'Adoration des mages devient rapidement populaire, ainsi qu'en témoigne dès le IIIe siècle une représentation dans la catacombe de Priscille à Rome, pour ensuite se développer très largement dans l'art chrétien.
L'Occident médiéval les vénère comme saints et l'Église catholique leur attribue des reliques conservées depuis le XIIe siècle à la cathédrale de Cologne, tandis que la tradition orthodoxe conserve le reliquaire de leurs présents au monastère Saint-Paul du mont Athos.
La visite des mages est célébrée symboliquement douze jours après la Nativité, le 6 janvier, jour de l'Épiphanie, longtemps associée aux deux « mystères lumineux » du baptême dans le Jourdain et des noces de Cana. Pour les pays où le 6 janvier n’est pas un jour férié, l'Église catholique a fixé la célébration de la fête au dimanche inclus dans la période du 2 au 8 janvier.

## Dans les textes

### Récit de l'Évangile selon Matthieu

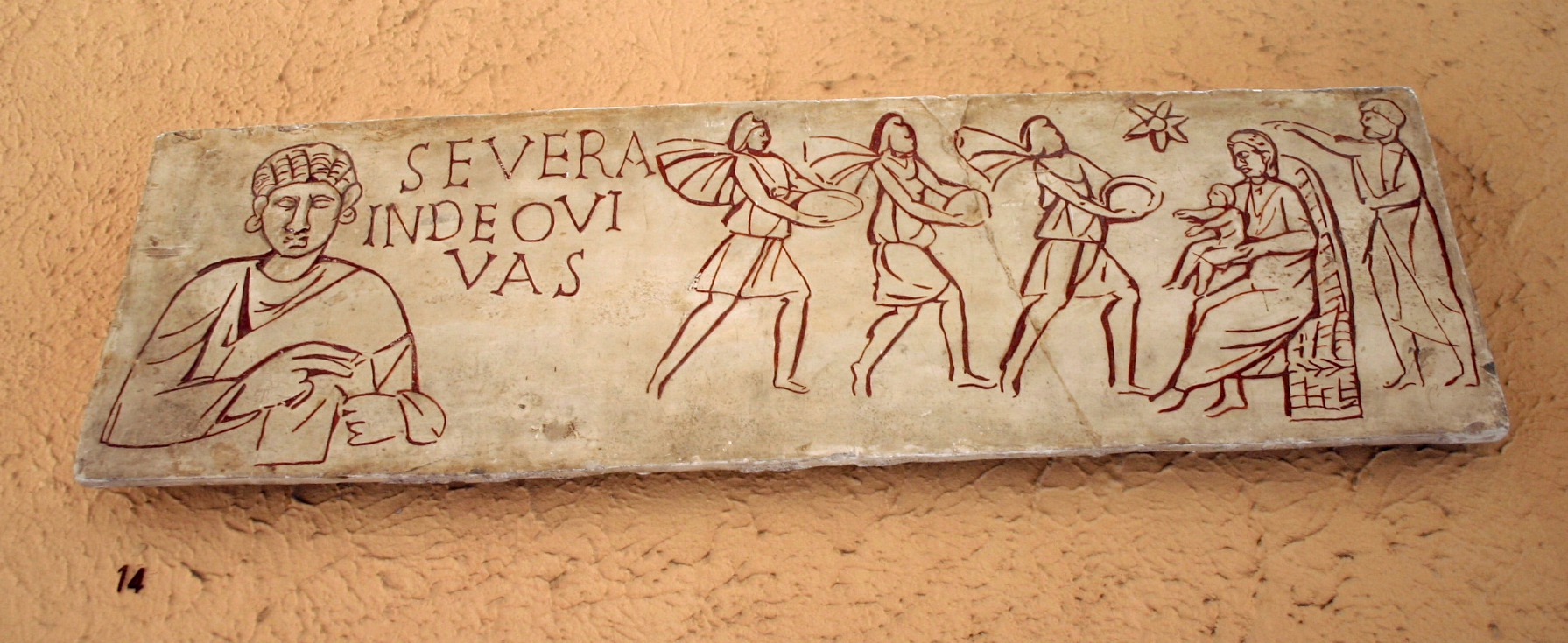
Fac-similé du couvercle d'un sarcophage du IIIe siècle, musée de la Civilisation romaine à Rome.

Les mages sont uniquement évoqués dans le deuxième chapitre de l'Évangile selon Matthieu, dans les versets 1 à 12, les trois autres évangiles canoniques ignorant cet épisode :

« Or, des mages venant de l’Orient arrivèrent à Jérusalem. Ils demandaient : Où est le roi des Juifs qui vient de naître ? Nous avons vu se lever son étoile, et nous sommes venus lui rendre hommage. […] Là-dessus, Hérode fit appeler secrètement les mages et se fit préciser à quel moment l’étoile leur était apparue. Puis il les envoya à Bethléhem en disant : Allez là-bas et renseignez-vous avec précision sur cet enfant ; puis, quand vous l’aurez trouvé, venez me le faire savoir, pour que j’aille, moi aussi, lui rendre hommage. 
 Quand le roi leur eut donné ces instructions, les mages se mirent en route. Et voici : l’étoile qu’ils avaient vue se lever les précédait. Elle parvint au-dessus de l’endroit où se trouvait le petit enfant. Et là, elle s’arrêta. En revoyant l’étoile, les mages furent remplis de joie. Ils entrèrent dans la maison, virent l’enfant avec Marie, sa mère et, tombant à genoux, ils lui rendirent hommage. Puis ils ouvrirent leurs coffrets et lui offrirent en cadeau de l’or, de l’encens et de la myrrhe. 
 Cependant, Dieu les avertit par un rêve de ne pas retourner auprès d’Hérode. Ils regagnèrent donc leur pays par un autre chemin. »

— Évangile selon Matthieu, 2, 1-12
Ce récit, qui appartient au Sondergut matthéen, ne mentionne ni le nom de ces mages, ni leur nombre — bien que le pluriel μάγοι laisse entendre qu'ils sont au moins deux —, ni leur statut de rois, précisant seulement qu'ils sont venus d'« Orient ».
Ils se présentent à Jérusalem, où ils font savoir qu'ils recherchent le « roi des Juifs qui vient de naître », dont l'étoile s'est levée et qu'ils sont venus honorer, causant le trouble auprès du roi Hérode et des habitants de Jérusalem. Ces mages sont appelés auprès du roi qui, informé par les spécialistes de la Loi que le Messie doit naître à Bethléem, les envoie dans ce village où ils doivent découvrir qui est l'enfant afin qu'il « aille, [lui] aussi, lui rendre hommage ». Guidés par l'étoile, ils découvrent l'enfant « avec Marie, sa mère » et lui offrent trois présents, or, encens et myrrhe. Après cet hommage, les mages sont avertis par Dieu en songe de ne pas retourner auprès d'Hérode et ils « regagn[ent] donc leur pays par un autre chemin ».
Le récit matthéen se poursuit avec les épisodes dits de la Fuite en Égypte, du Massacre des Innocents et de la Colère d'Hérode avec lesquels, par le vocabulaire et le style utilisé, la courte péricope des Mages forme un ensemble indissociable concernant l'enfance de Jésus.
L'origine vague des mages de l'évangile selon Matthieu a donné naissance à diverses théories qui ont pu laisser penser à des prêtres perses venus de Médie, à des astrologues babyloniens appelés « chaldéens » par les Grecs et les Romains, soit, se basant sur les présents offerts à Jésus, à des « sages » — le récit matthéen use du terme en ce sens — venus d'Arabie ou de Syrie.
Si l'historicité des mages est incertaine, elle correspond cependant au motif littéraire bien attesté de devins qui interviennent à la naissance d'un enfant important, tant dans la littérature juive, comme avec la haggadah de l'enfance de Moïse dont la naissance est annoncée au Pharaon par des astrologues, que païenne, par exemple chez Pline l'Ancien ou Suétone.

### Littérature chrétienne antique

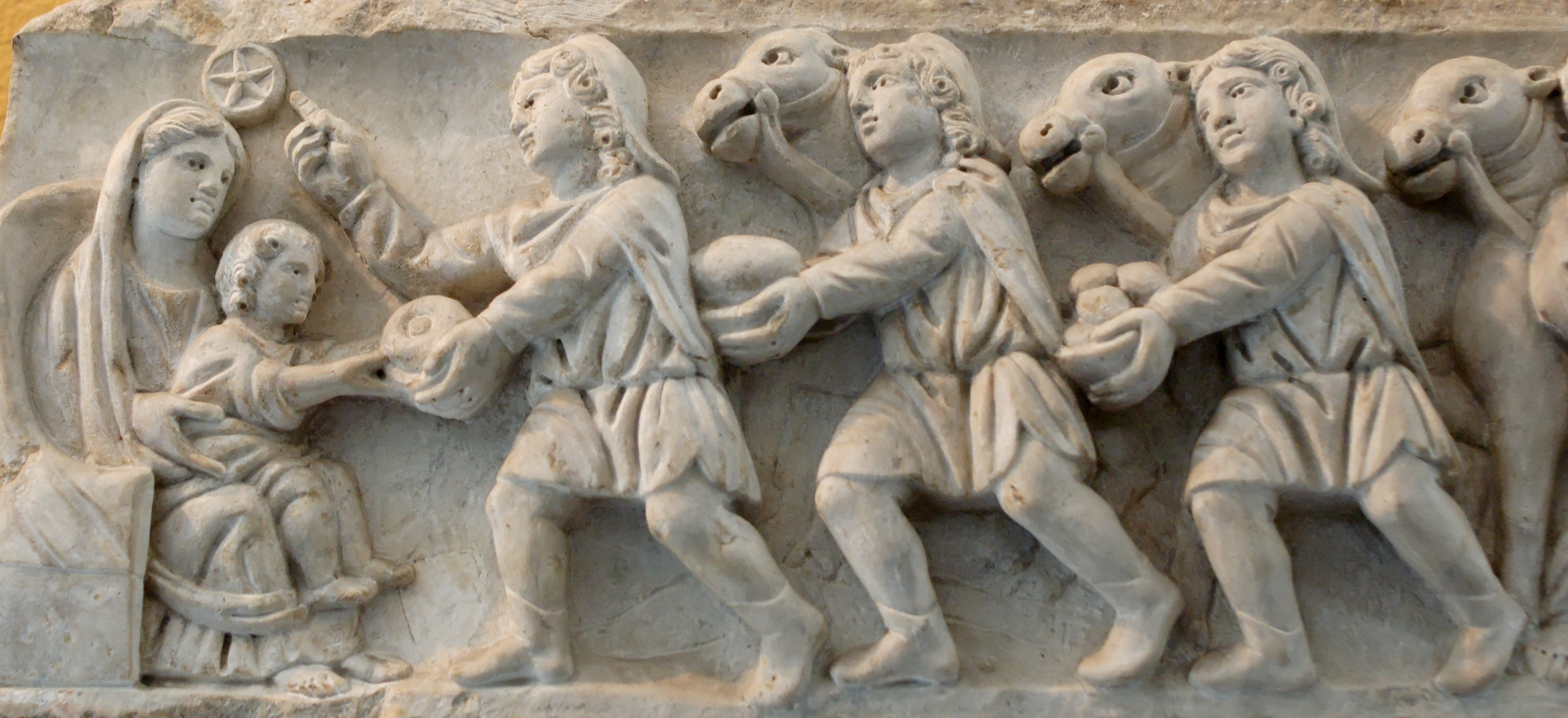
Sarcophage provenant du cimetière Sainte-Agnès à Rome, IVe siècle.

Dans l'Antiquité, le terme « mages » (en grec : μάγοι, magoï) désigne d'abord les membres d'une caste sacerdotale de la religion Perse antique, spécialisés dans l'astrologie et l'astronomie — deux disciplines alors indissociablement liées —, attestés dès le Ve siècle av. J.-C. par Hérodote. Par la suite, le terme désigne plus généralement dans la culture antique des individus détenant des connaissances supérieures, astrologues ou interprètes des songes, mais aussi des magiciens et sorciers. Si les littératures biblique et rabbinique se montrent réprobatrices à l'encontre des pratiques divinatoires, l'épisode matthéen présente néanmoins les mages, hommes sages venus du monde païen, sous un jour plutôt favorable.
Progressivement, différents récits apocryphes et légendes orientales contribuent à développer la forme narrative du passage matthéen ainsi qu'à affiner et fixer différents éléments de l'identité des Mages : pour les apocryphes, il s'agit du Protoévangile de Jacques, du Pseudo-Matthieu et des Évangiles de l'enfance dans leurs formes arabe et arménienne, cette dernière version développant considérablement le récit ; les légendes orientales sont, elles, particulièrement développées dans le Livre de Seth, la Caverne des trésors, l'Apocalypse d'Adam ou encore le Testament d'Adam, des récits surprenants dans lesquels se précise l'identité des Mages, régulièrement assimilés à des prêtres mazdéens, quelquefois couronnés, correspondant peu ou prou à ce que l'on en voit dans l'iconographie paléochrétienne.

### Nombre et noms
Dans le plus ancien apocryphe chrétien, le Protévangile de Jacques, cité par Clément d'Alexandrie et Origène au IIIe siècle, les mages sont encore anonymes et viennent d'Orient, sans plus de détails. Il en va toujours de même dans le Pseudo-Matthieu, recension latine du Protévangile de Jacques à la fin du VIe début du  VIIe siècle.
C'est Origène (185-254), dans ses Homélies sur la Genèse, qui, le premier, fixe leur nombre à trois en se fondant vraisemblablement sur les trois présents (or, encens, myrrhe). Il établit une relation fortement symbolique avec les trois personnages — Abimélech, Ochozath et Phicol — qui rendent visite à Isaac dans un épisode de réconciliation du Livre de la Genèse. Selon Origène, il y a trois disciplines générales par lesquelles on parvient à la science des choses, incarnées par ces trois personnages qui demandent la paix à Isaaс : il s'agit de la logique ou « philosophie rationnelle » (Abimélech), la physique ou « philosophie naturelle » (Ochozath), l'éthique ou « philosophie morale » (Phicol). Origène compare les mages à ces trois personnages et fait le parallèle avec le Christ qui accueille l'adoration de ces étrangers, symbole de l'Église qui accueille les Gentils et comprend toutes les philosophies.

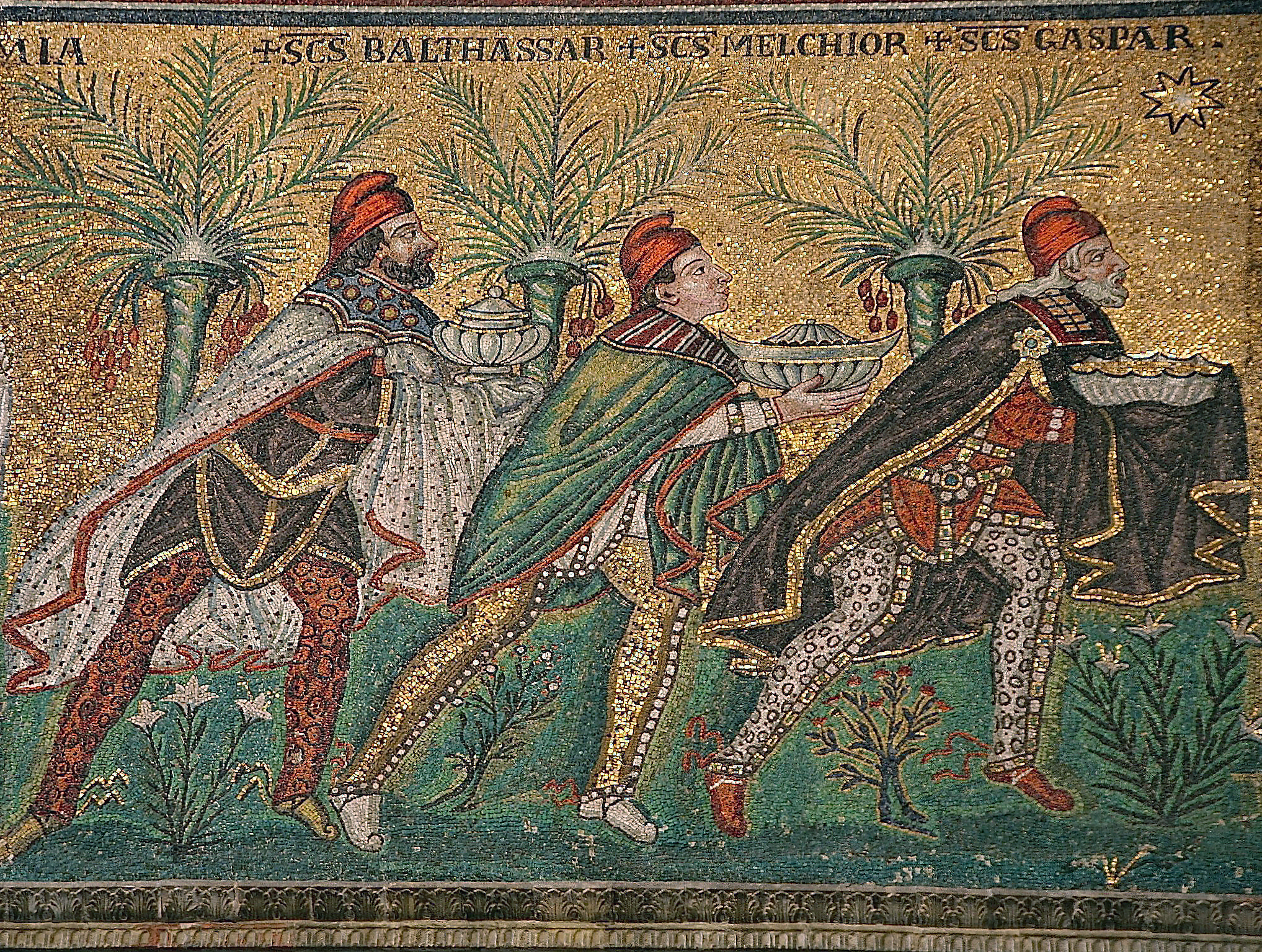
Mosaïque des Rois mages, basilique Saint-Apollinaire-le-Neuf, Ravenne, VIe siècle.

Les noms des mages apparaissent dans un écrit apocryphe qui ne semble pas antérieur au VIe siècle, l’Évangile arménien de l'Enfance, qui les appelle Balthazar, Melkon et Gathaspar. À la même époque, un récit syriaque connu sous le nom de Caverne des trésors parle de « Hormizdah, roi de Perse, Yazdegerd, roi de Saba et Perozadh, roi de Seba ». Des fouilles archéologiques aux Kellia, au nord-ouest du delta du Nil, livrent une peinture de la fin du VIIe siècle qui propose les noms de « Gaspar, Belkhiōr et Bathēsalsa ».
En Occident, les noms traditionnels de « Gaspard, Melchior et Balthazar » apparaissent pour la première fois dans un manuscrit du VIIIe siècle intitulé Excerpta latina barbari, traduction latine d'une Histoire universelle Alexandrine, texte daté de la fin du Ve ou du début du VIe siècle. Ils y sont désignés sous les noms de Bithisarea, Melichior et Gathaspa. Toujours au VIIIe siècle, un pseudo-Bède, les Collectionea, reprend les trois noms et suit l'opinion selon laquelle les Mages représentent la philosophie articulée en trois parties, logique, physique et éthique. Il faudra cependant attendre le Xe siècle pour que chacun des mages ait une individualité propre attachée à son nom.
Par ailleurs, dans les traditions orientales, le nombre des mages reste fluctuant selon les auteurs ainsi que Michel le Syrien s'en fait encore l'écho au XIIe siècle. L'une de ces traditions, se référant à une prophétie de Michée, dénombre huit mages, quand d'autres en comptent douze, parfois accompagnés d'une importante troupe : une tradition perse rapporte ainsi que les mages sont envoyés par le roi Pîr-Sahbour, accompagnés de 3 000 cavaliers et 5 000 fantassins. Plusieurs ouvrages syriaques donnent leurs noms : Dahdnadour, fils d'Artaban, Wastaph, fils de Goudpir, Arsak, fils de Mahdouq, Zerwan, fils de Waroudoud, Ariwah, fils de Khosrau, Artahsist, fils de Hôlît, Estanbouzan, fils de Sisrawan, Mahdouq, fils de Hawahm, Ashirès, fils de Cahban, Cardanah, fils de Baladan, Mardouq, fils de Bîl et Hormizad, fils de Sanatrouq.

## Interprétations

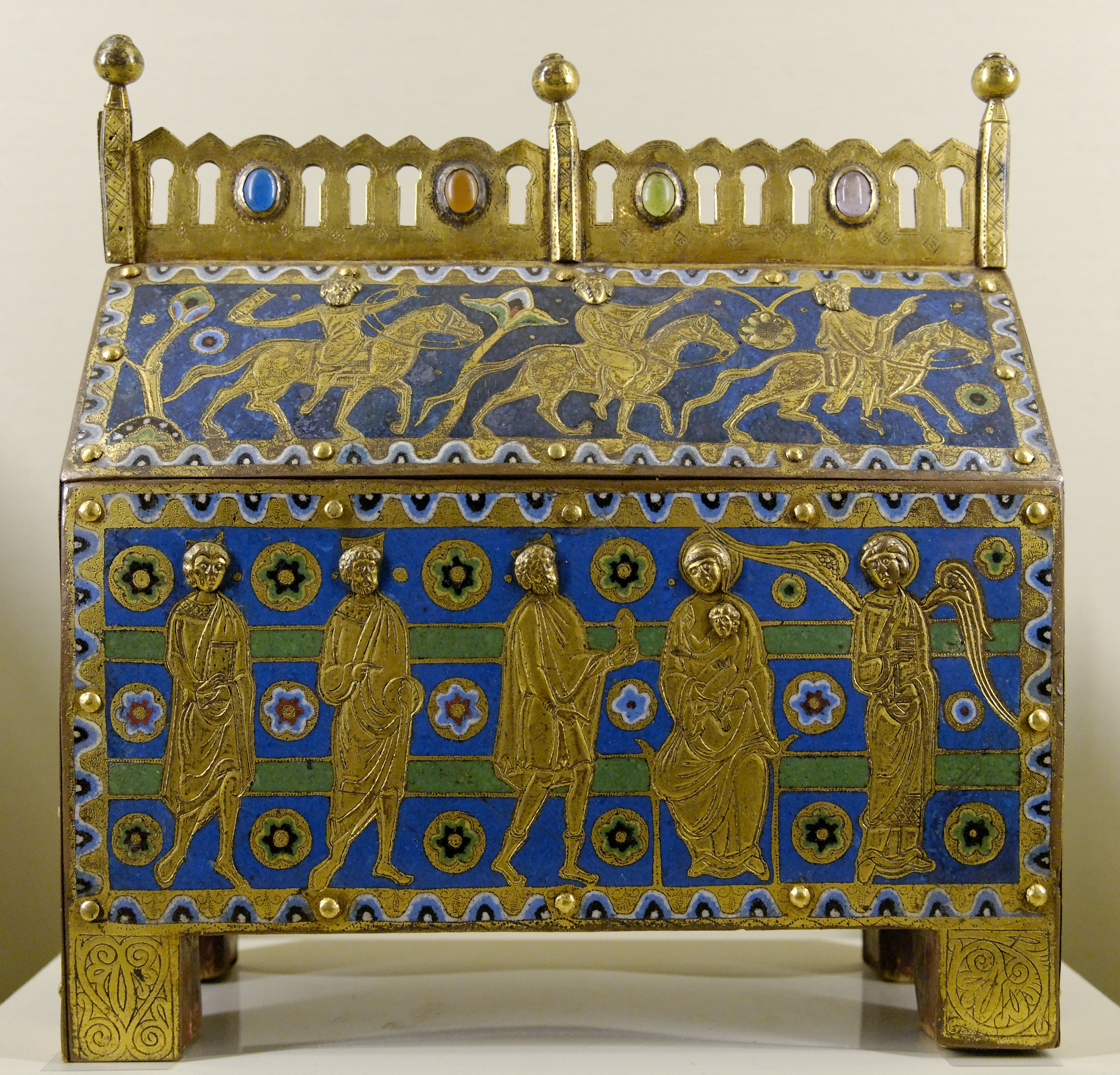
Châsse représentant la chevauchée et l'adoration des Mages, v. 1200, musée de Cluny.

Le thème des rois mages peut s'éclairer par une lecture mythique et théologique, et un jeu d'intertextualité avec le Psaume 72, voulant que la nature messianique de Jésus soit reconnue par des personnages importants, les mages, comme par le petit peuple, les bergers.

### Interprétation théologique
La visée théologique du récit tend à guider les païens vers le Christ : ceux-ci sont symbolisés par les mages faisant partie de l'élite païenne de l'Orient qui sont eux-mêmes guidés par une étoile qui les mène auprès de Jésus, roi des Juifs ou Messie auprès duquel leur adoration préfigure la foi des païens.
Le fait que l'épisode oppose le roi Hérode à Jérusalem au roi Jésus à Bethléem établit un parallèle avec le passage de l'Exode qui oppose Pharaon à Moïse dans le dessein d'exposer comment Jésus accomplit la figure de Moïse. C'est d'ailleurs Dieu lui-même qui s'oppose au projet d'Hérode en s'adressant directement aux mages pour les détourner du souverain.
Les présents des mages se réfèrent au pèlerinage eschatologique des nations qui offrent leurs produits les plus remarquables à Sion. L'évangile selon Matthieu propose dans son final un écho à l'épisode lorsque, ressuscité, le Christ envoie ses disciples vers toutes les nations invitées à devenir disciples, soulignant l'universalité du messianisme sur lequel le rédacteur veut insister.

### Les offrandes

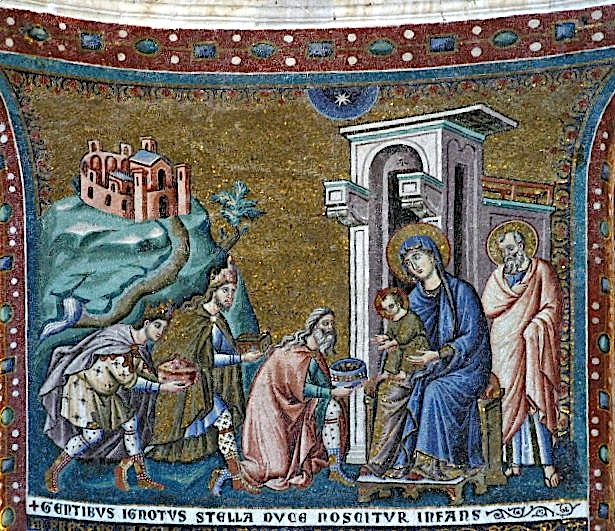
Mosaïque de la basilique Sainte-Marie-du-Trastévère, v. 1200.

Le récit matthéen évoque trois présents : or, encens et myrrhe, bien que certains spécialistes estiment désormais que, plutôt que d'« or », il s'agisse d'une troisième substance aromatique, peut-être de l'ambre jaune. Quoi qu'il en soit, d'innombrables interprétations symboliques ont été attachées à ces présents à travers les siècles.
Chez différents auteurs chrétiens antiques, l'or évoque la royauté de Jésus, l'encens évoque tantôt sa dimension sacerdotale, tantôt sa divinité et la myrrhe — un parfum qui servait à embaumer les morts dans l'Antiquité — tantôt sa dimension prophétique, tantôt son humanité. On retrouve cette symbolique de la triple nature du Christ à travers les présents — royale avec l'or, humaine avec la myrrhe, divine avec l'encens — chez plusieurs auteurs chrétiens comme Origène, Hilaire de Poitier ou encore Léon de Rome. Un récit oriental de l'Antiquité tardive explique à ce propos que les mages entendent mettre Jésus à l'épreuve afin de connaître sa nature exacte : s'il est roi, il choisira l'or, s'il est prêtre, l'encens, et s'il est médecin, il optera pour la myrrhe. L'enfant déconcerte les trois sages en choisissant les trois présents.
Des interprétations plus tardives ont par ailleurs lié les présents à des principes de piété : ainsi, au VIIe siècle, le pape Grégoire le Grand les assimile respectivement à la sagesse, la prière et la mortification de la chair, tandis qu'au XIIe siècle, l'encyclopédiste syriaque Denys bar Salibi ne relève pas moins de six interprétations différentes. Enfin, au XVIe siècle, le réformateur Martin Luther y attache la foi, l'espoir et l'amour, trois valeurs pour lui accessibles à n'importe quel humain.

### Qualité royale des mages

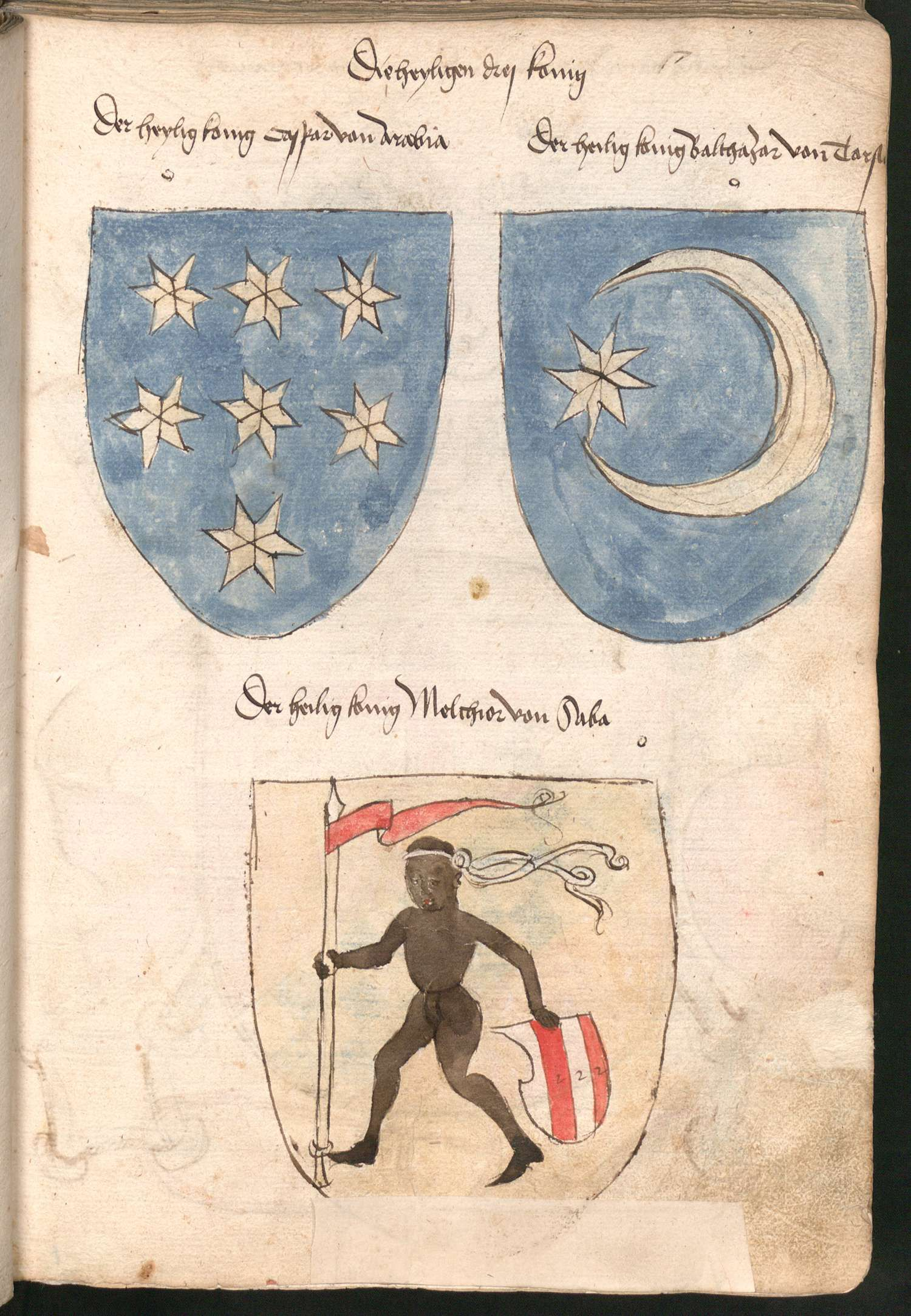
Blasons imaginaires des Mages Gaspard d'Arabie, Balthasar de Tarse et Melchior de Saba, Armorial de Wernigerode, XVe siècle, Bayerische Staatsbibliothek.

L'origine royale des mages semble avoir été forgée par la tradition à partir de divers passages de l'Ancien Testament : cette idée apparaît chez Tertullien au début du IIIe siècle ; celui-ci les décrit comme fere reges, « presque rois ». À sa suite, plusieurs Pères de l'Église, comme Cyprien de Carthage et Ambroise de Milan ainsi que des auteurs comme Césaire d'Arles, confèrent aux mages le titre de « roi », se référant de manière évidente à un passage du Livre d'Isaïe et au Livre des Psaumes qui alimentent la Tradition :
10 Les rois de Tarsis et des îles amèneront des offrandes, les rois de Séba et de Saba apporteront leur tribut.

11 Tous les rois se prosterneront devant lui, toutes les nations le serviront.
Melchior aurait été roi des Perses, Balthazar roi des Arabes, et Gaspard roi en Inde. Pour certains chercheurs, ce troisième nom rejoint la légende entourant le roi indo-parthe des Sakas Gondopharès qui, suivant le récit des apocryphes Actes de Thomas où il est mentionné comme « Gudnaphara », aurait été converti par l'apôtre Thomas. Dans la version arménienne des Actes, le nom devient « Gathaspar » qui aurait ensuite donné « Kaspar ».
En tout état de cause, la tradition considère ces « rois » — qui symbolisent parfois également l'Europe, l'Asie et l'Afrique, ainsi que l'atteste au VIIIe siècle Bède le Vénérable qui les assimile également aux trois fils de Noé — comme les témoins des nations païennes qui ont reconnu le Messie qu'Hérode et le peuple juif ont ignoré. Le récit forgé par la tradition vise ainsi, d'une part à « présenter Jésus comme le Messie royal venu dans notre histoire et [d'autre part] à légitimer l'accueil des païens dans l'Église ».

### L'étoile

#### Prophétie de Balaam
L'Évangile selon Matthieu rapporte la question des mages au roi Hérode : « Où est le roi des Juifs qui vient de naître ? En effet, nous avons vu son étoile en Orient et nous sommes venus pour l'adorer » puis explique que le souverain les envoie à Bethléem et que « l'étoile qu'ils avaient vue en Orient allait devant eux jusqu'au moment où, arrivée au-dessus de l'endroit où était le petit enfant, elle s'arrêta ».
Les motifs de la naissance à Bethléem et celui de l'étoile, thèmes littéraires qui se réfèrent à une christologie davidique, ont pu être, à l'origine, séparés de l'histoire des mages, autre thème de ladite christologie. Le récit de l'étoile — qui dans Matthieu guide les mages — semble s'être développé à partir de la prophétie de Balaam sur l'étoile qui figure dans le Livre des Nombres, considérée par les Juifs contemporains de Jésus comme une prophétie messianique, annonçant la venue d'un rédempteur. Cette prophétie suscite d'autres développements postérieurs dans la littérature chrétienne, à propos de l'« étoile du Rédempteur » un astre plus lumineux qui, à son lever, obscurcit les autres astres et détruit la magie et l'astrologie, transformant un thème messianique juif non narratif en récit. On trouve aussi le récit de l'étoile des mages dans le Protévangile de Jacques qui y ajoute celui de « l'astre le plus lumineux », thème qui est indépendant de l'épisode des mages comme on peut également le constater chez Ignace d'Antioche.

#### Hypothèses

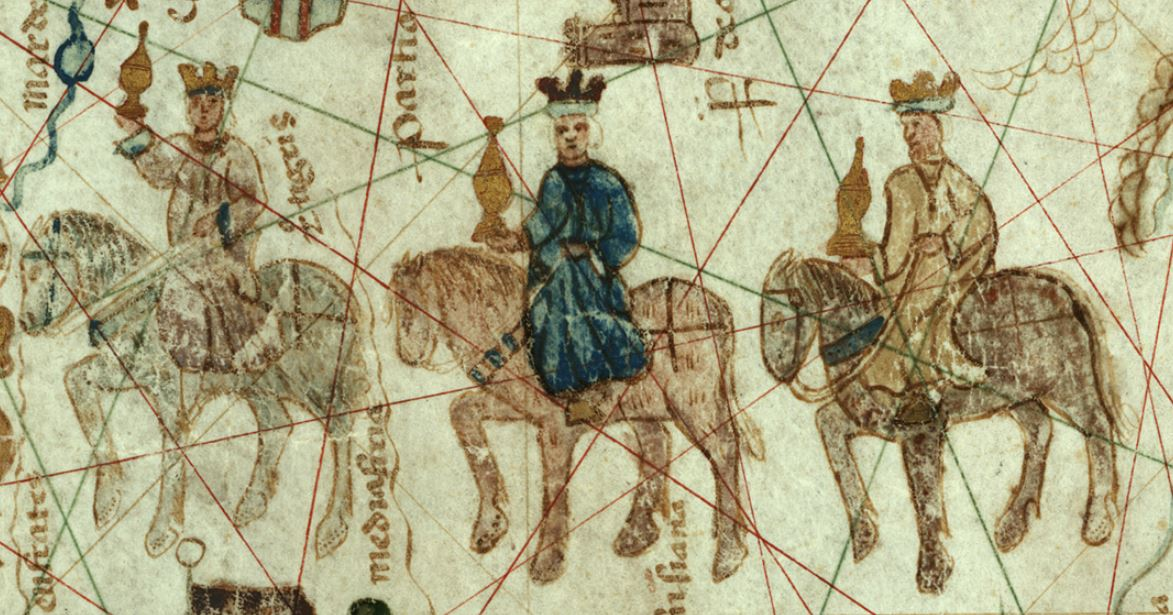
Le voyage des Mages sur la Carte de Juan de la Cosa, 1500.

Certaines théories postulent que l'étoile citée par l'évangile a bien existé : à l'instar de Joseph Scaliger ou de Johannes Keppler, qui se sont intéressés à l'astrologie historique, des érudits et des chercheurs ont tenté de dater la naissance de Jésus en cherchant à dater un phénomène céleste qui aurait pu inspirer l'histoire de l'étoile des mages.
Ainsi, différentes interprétations astrologiques ont proposé une « triple conjonction » de Jupiter et de Saturne en -7, une conjonction impliquant une série de planètes et l'étoile Régulus vers -3/-2, un lever héliaque de Jupiter et son occultation par la Lune en -6 ou encore une conjonction de Saturne et Vénus en -2. On trouve également des tentatives d'explications astronomiques comme le passage de la comète de Halley en -12, l'apparition d'une nova ou d'une comète vers -5/-4 ou d'autres phénomènes comme des supernovæ, des météorites, une étoile mouvante… mais aucune de ces théories ne dépasse le stade de l'hypothèse et aucune ne convainc les chercheurs contemporains. Il est cependant envisageable que l'auteur matthéen ait été inspiré par le passage de la comète de Halley en 66 pour nourrir son récit. Néanmoins, la recherche contemporaine s'accorde sur la dimension légendaire et fictionnelle de l'épisode auquel l'astronomie ne peut apporter de réponse,.

## Iconographie

### L'Adoration des mages

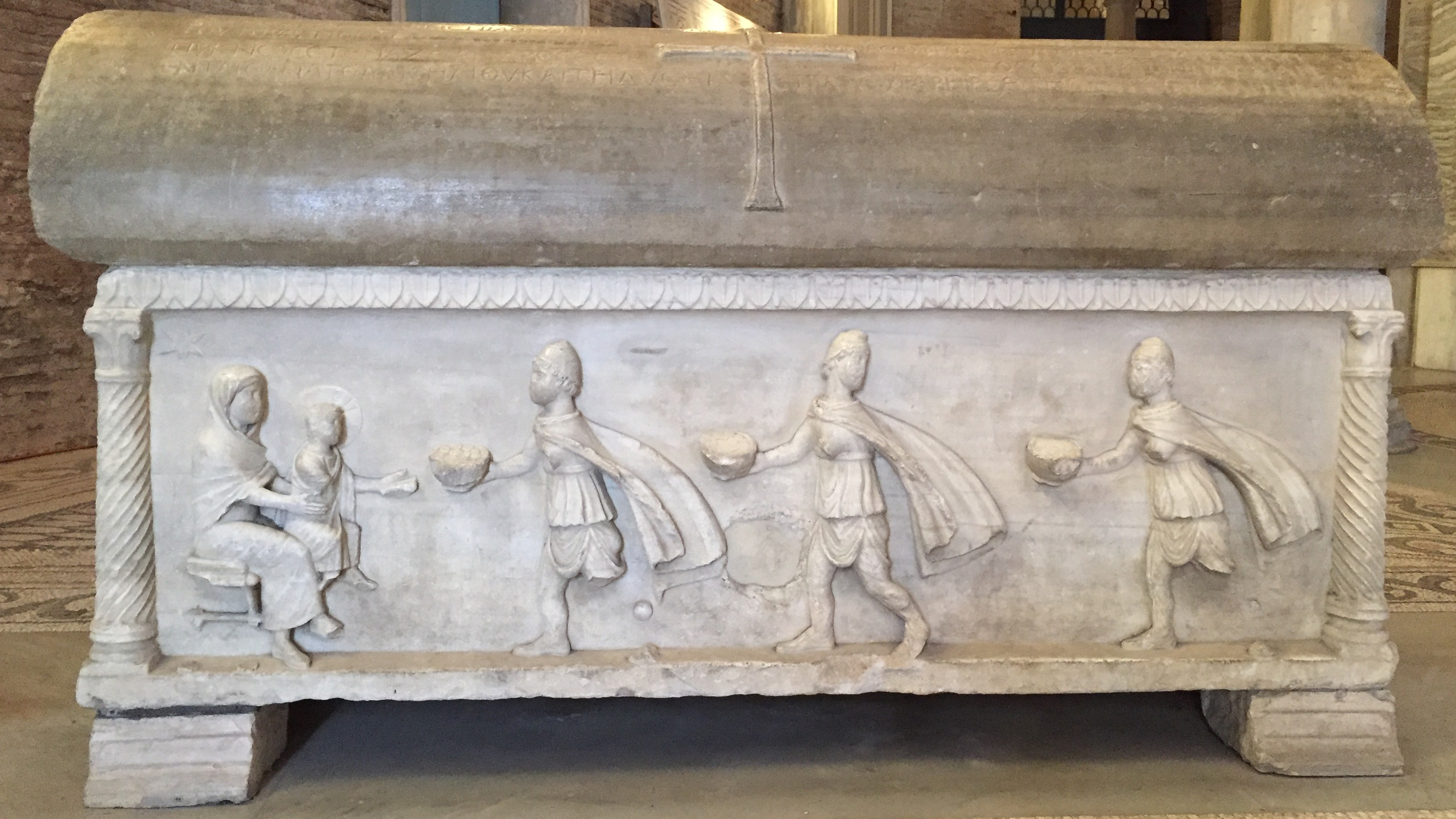
Scène de l'Adoration des mages figurant sur un sarcophage du Ve siècle, basilique Saint-Vital de Ravenne.

Lié aux récits traditionnels de la Nativité, le thème de « l'Adoration des mages » devient rapidement populaire dès les premiers développement des communautés chrétiennes et le demeure pendant des siècles. Il apparait dès les débuts de l'art chrétien et figure régulièrement sur les sarcophages et les murs des catacombes romaines — ainsi qu'en témoigne une célèbre représentation dans la catacombe de Priscille à Rome datée du IIIe siècle, parmi la douzaine d'images de mages parvenues jusqu'à nous.

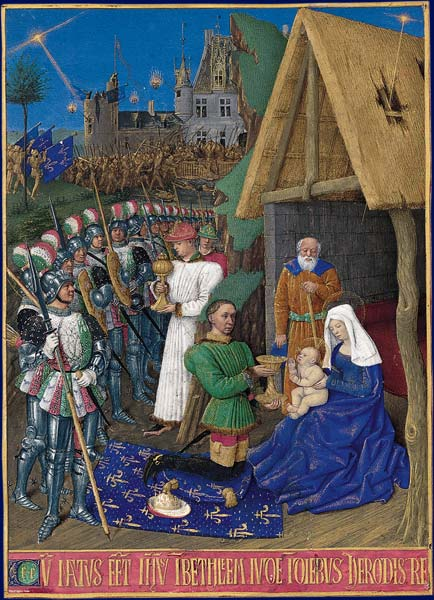
Adoration des Mages figurant Charles VII agenouillé devant la Sainte Famille, miniature sur parchemin de Jean Fouquet tirée des Heures d'Étienne Chevalier, c. 1452-1460, Musée Condé.

L'iconographie les associe déjà aux personnages de Marie et de Jésus vers lesquels ils se dirigent en procession, la mère accueillant ces derniers assise sur un fauteuil ou un trône, tenant un jeune enfant — plutôt qu'un nouveau-né — dans ses bras. À la différence des représentations plus tardives, les mages, qui figurent déjà régulièrement au nombre de trois, ne se distinguent alors ni par leurs vêtements ni par leur couleur de peau ou leur âge. Ils sont représentés chaussé, habillés et coiffés à la manière des émissaires orientaux tels que les représentent habituellement l'art impérial romain ou à la manière des « trois jeunes Hébreux », les trois martyres de Babylone Shadrach, Meshach et Abednego auxquels ils sont souvent associés.
Au VIIIe siècle, un texte attribué à Bède le Vénérable décrit Melchior comme « un vieillard à cheveux blancs et à la barbe longue », Gaspard « jeune encore, imberbe et rouge de peau », et Balthazar « au visage noir et portant également toute sa barbe ». Le thème se développe en Europe au point de devenir l'enjeu d'utilisations politiques et des souverains se substituent bientôt à l'un des mages, à l'instar de Charles VII dans le Livre d'heures d'Étienne Chevalier daté des années 1460.
L'Adoration des mages devient ainsi l'un des thèmes les plus populaires de l'iconographie chrétienne, particulièrement au moment de la Renaissance italienne, illustré par des artistes comme Giotto, le maître de Francfort, Fra Angelico, Hans Memling, Botticelli, Léonard de Vinci, Albrecht Dürer… La tentative au XVIe siècle par le Concile de Trente d'en éliminer les éléments légendaires et de revenir au texte biblique reste infructueuse et n'empêche pas la perpétuation du succès de la tradition des Rois mages.

### Balthazar, le roi noir

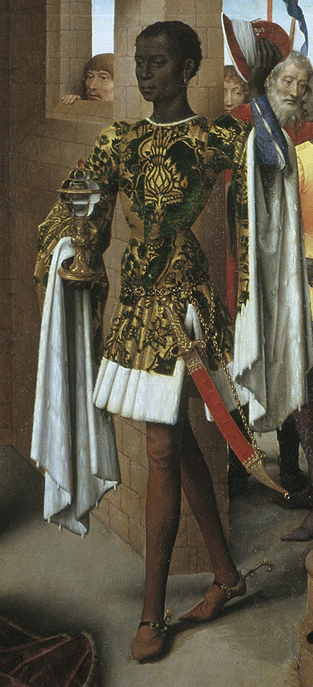
L'Adoration des mages (détail), Hans Memling, v. 1470, musée du Prado.

Si le thème de Balthazar, « roi de peau sombre et à la barbe épaisse » qui offre la myrrhe, semble apparaître dans un pseudo-Bède qui, au VIIIe siècle, décrit le deuxième mage comme « fuscus », qui peut signifier « noir » mais aussi « basané », les fresques et les tableaux médiévaux ne représentent aucun mage à la peau noire ou aux allures de prince africain. Dans l'Occident médiéval, qui ne connait pas grand-chose de l'homme noir, celui-ci est en effet encore souvent associé à la mort et au mal.
Il faut attendre le milieu du XIVe siècle pour voir Balthazar, originaire de Saba, associé dans ses armoiries à une tête de Maure et en 1375, dans son Historia trium Regum (Histoire des Trois Rois), Jean de Hildesheim mentionne explicitement un roi « noir éthiopien » descendant de la Reine de Saba. Ce texte parfois illustré rencontre une large diffusion et connait de multiples traductions, influençant durablement les artistes.
Par ailleurs, le thème pictural de l'Adoration des mages se développe bientôt pour des raisons politiques, afin, d'une part, de figurer des princes soumis au pouvoir spirituel de l'Église et, d'autre part, de renforcer le principe d'universalité du christianisme reconnu par des souverains de toute la Terre, à l'heure où les Européens se lancent dans l'exploration des autres continents.
Au début du XVe siècle, on rencontre les premières figurations — encore anonymes — d'un Balthazar noir sur des retables allemands de Fridberg (1410) ou encore de Staufen (1420) puis le thème se diffuse progressivement sans faire encore l'unanimité, puisque Léonard de Vinci ou Giorgione ne proposent encore que des Rois mages blancs à la différence de leurs contemporains Hans Memling, Gérard de Saint-Jean, Jérôme Bosch ou encore Albrecht Dürer.
À partir du XVIe siècle, la tradition d'un Balthazar noir est établie (voir l'Adoration des mages d'Ulrich Apt au Louvre), sans toutefois que son apparence soit canonisée puisqu'il peut prendre des allures africaines, orientales, voire, comme chez Breughel l'Ancien, amérindiennes.

## Vénération

### Célébration

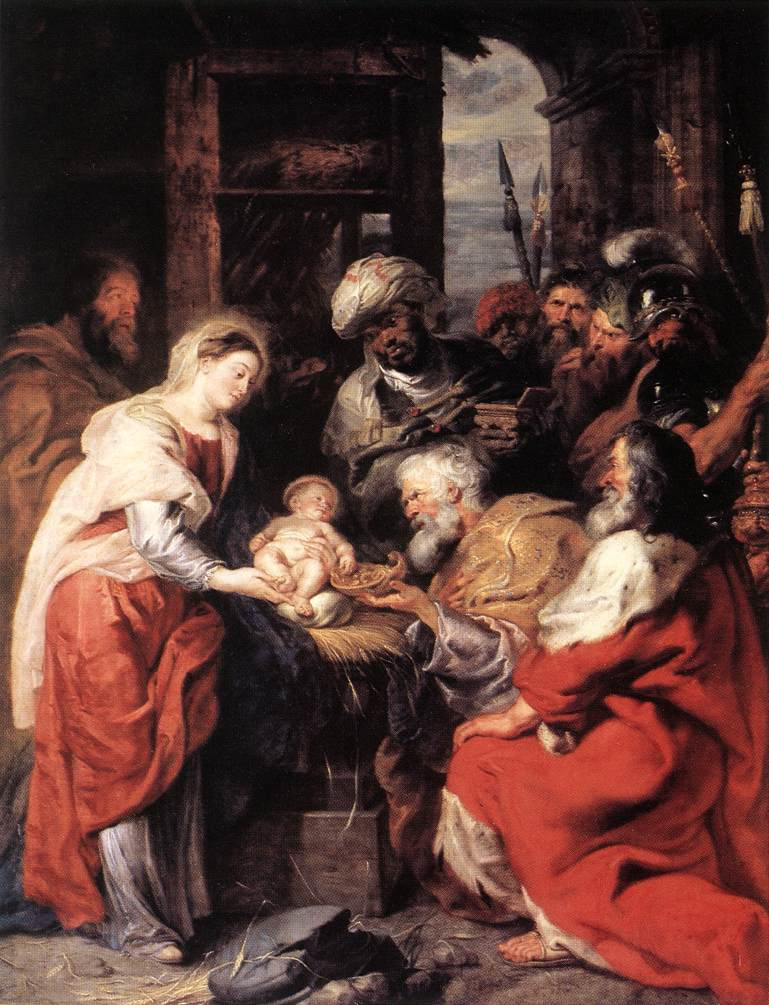
L'Adoration des mages, Pierre Paul Rubens (1627), musée du Louvre.

Dans le christianisme, la visite des mages — symbolisant la « manifestation du Christ aux nations » qui prolonge la manifestation de Noël — est célébrée le jour de l'Épiphanie, symboliquement 12 jours après la Nativité, le 6 janvier dans la liturgie catholique, ce qui correspond au 19 janvier du calendrier grégorien dans l'Église orthodoxe. Cette fête est longtemps associée à deux « mystères lumineux », le baptême du Christ et les Noces de Cana, qui sont progressivement célébrées de manière autonomes et dont la célébration spécifique est instituée par la réforme liturgique de Paul VI.
En France, où le Concordat ne conserve que quatre fêtes chômées, les autres fêtes de précepte sont déplacées en 1802 par un indult du cardinal Caprara, légat du pape Pie VII, au « dimanche le plus proche » c'est-à-dire, concernant l'Épiphanie, au dimanche compris entre le 2 et le 8 janvier. Le calendrier romain général de 1969 étend cette disposition pour les catholiques dans les autres régions où l'Épiphanie n'est pas un jour férié, afin de permettre aux fidèles de se rendre à la messe. En ce jour, une coutume qui semble initialement propre à la France où depuis le XIVe siècle était célébré un « repas des Rois », partageant la galette des rois. La tradition s'est depuis étendue à différents pays, quand il n'existe pas une tradition propre à l'instar de l'Italie où le personnage de la fée Befana prodigue des cadeaux aux enfants à la suite de sa rencontre avec les mages.

### Reliques

#### Les «Trois Rois de Cologne»

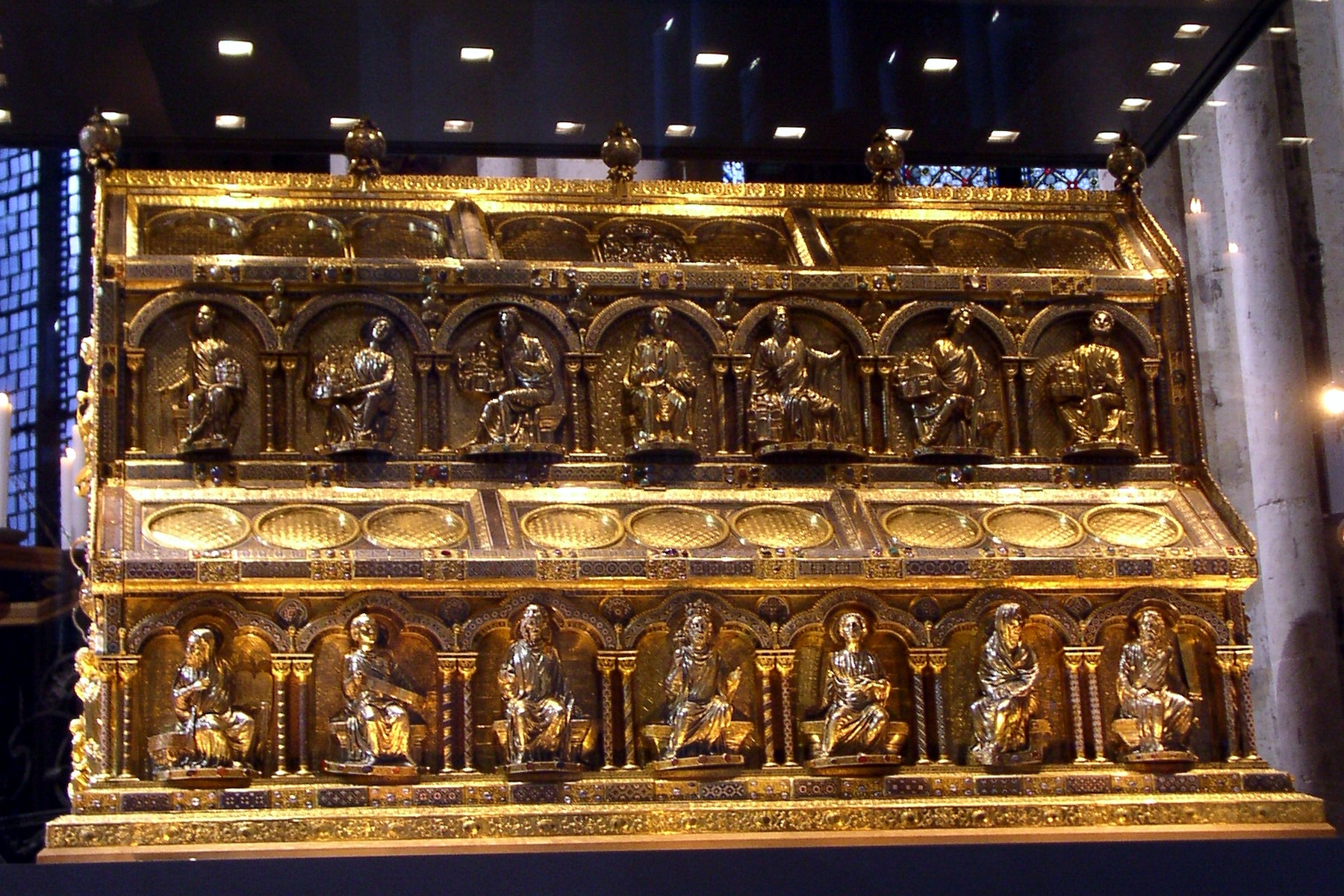
Châsse des Rois mages, atelier de Nicolas de Verdun, XIIe siècle, cathédrale de Cologne.

Après la défaite et la démolition de Milan en 1162, les restes des Rois mages auraient été transportés par l'archevêque-électeur Rainald von Dassel en 1164 de Milan à Cologne, où ils sont depuis proposés à la vénération des fidèles dans une châsse en or dite châsse des Rois mages, exposée dans le chœur de la cathédrale. Dans toute la suite du Moyen Âge on les a donc appelés les « trois rois de Cologne » et la ville est consécutivement devenue un centre important de pèlerinage, de renommée internationale, contribuant à son développement. La Légende dorée de Jacques de Voragine résume les croyances du temps : Sainte Hélène, mère de l'empereur Constantin Ier, avait retrouvé ces reliques vers 330 et les avait transportées à Constantinople, d'où elles avaient été transférées à Milan par l'évêque Eustorge, avant d'aboutir à Cologne, sur ordre d'un empereur germanique que Jacques de Voragine appelle Henri.

#### Reliquaire du mont Athos

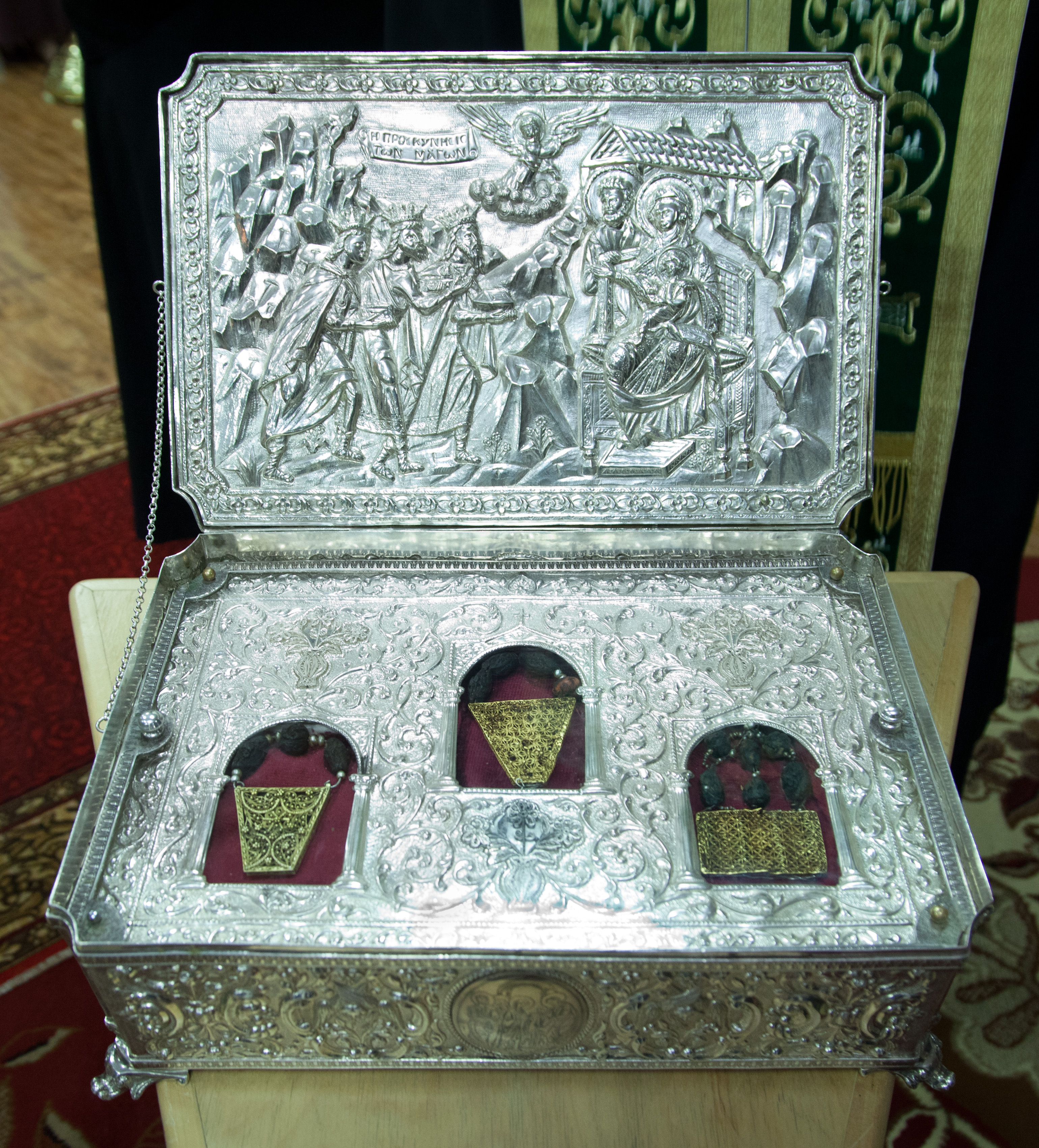
Coffret reliquaire contenant les « Présents des Rois Mages », conservé au Mont Athos.

Depuis le XVe siècle, le monastère Saint-Paul du mont Athos détient un reliquaire réputé contenir les présents offerts par les Rois mages à Jésus, qui était précédemment conservé dans une église de Constantinople. Celui-ci contient vingt-huit plaquettes en or de formes variées et aux décors singuliers, finement ouvragés, auxquelles sont liées soixante-deux perles de la taille d'une olive contenant de l'encens et de la myrrhe.
La tradition veut que les présents des Mages aient été offerts au monastère Saint-Paul ou au monastère d'Iveron par la princesse Mara Branković, fille du prince serbe Georges Ier Brankovitch et veuve du sultan ottoman Mourad II. Celle-ci, à la fois active en diplomatie et dans la dotation d'églises et de monastères, aurait récupéré l'or, l'encens et la myrrhe de la Nativité jusque-là conservés à Constantinople, passée sous domination turque suite la prise de la ville en 1453 par le fils de Mourad, Mehmed II : Mara emmène alors, vers 1474, les somptueuses reliques en pèlerinage jusqu'au mont Athos, au pied duquel elle aurait été contrainte par la Vierge Marie de les déposer et de faire demi-tour, cette dernière étant la seule reine admise au mont Athos, traditionnellement interdit au femmes ; ce qui n'empêche pourtant pas Mara de prodiguer par la suite de généreuses donations au monastère Saint-Paul.
En 1999, à la suite d'un tremblement de terre, le reliquaire est offert à la vénération populaire à Athènes dans le but de récolter des dons. En 2014, le reliquaire sort pour la première fois de Grèce pour être exhibé dans différentes villes de Russie où les présents des Rois Mages sont réputés guérir les maladies incurables et soutenir les causes désespérées, et l'ostentation attire des dizaines de milliers de personnes.

## Développements ultérieurs

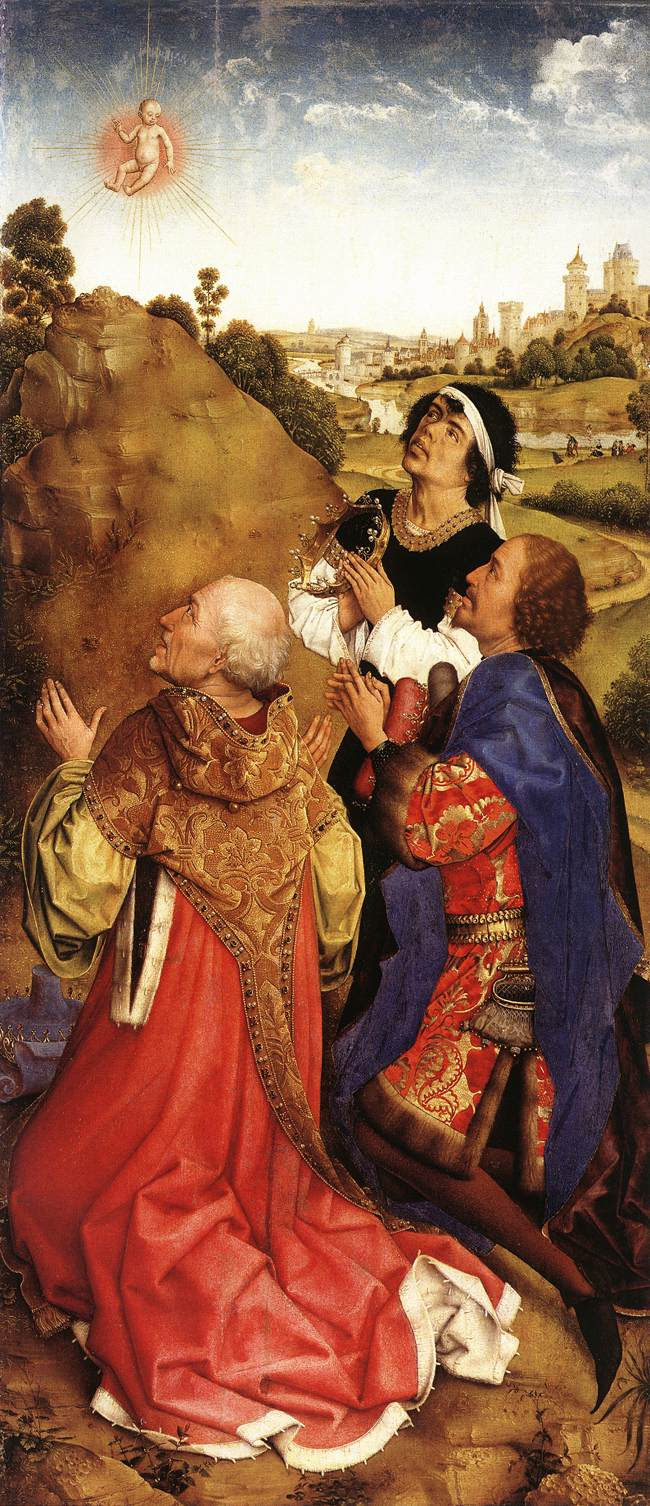
Les Rois mages et l'étoile de Bethléem, détail du triptyque Bladelin, Rogier van der Weyden, v. 1450, Gemäldegalerie.

### Légendes
Dans le prologue de l’Évangile arabe de l'Enfance, un apocryphe chrétien d'origine syriaque remontant au Ve ou VIe siècle, Zoroastre prophétise la venue d'un enfant issu d'une vierge porteur d'une bonne nouvelle qui touchera toutes les régions de la Terre. Zoroastre invite les mages à se rendre, le moment venu, à Bethléem pour lui offrir des présents, village vers lequel les guidera une Étoile. Ces mages, qui se présentent comme Perses et dont le nombre est incertain mais qui sont accompagnés par une troupe de mille suivants, offrent à Marie l'encens, l'or et la myrrhe. Ils reçoivent en échange un lange de Jésus qu'ils jettent, de retour dans leurs terres, dans un feu sacré allumé selon la coutume perse : le lange est miraculeusement épargné par les flammes et devient pour eux un objet de dévotion.
Un élément apocryphe du Ve siècle attribué à Jean Chrysostome, mêlant des éléments de la Caverne des trésors sur les mages et leurs présents, rapporte l'histoire de douze « mages » établis au sein d'un peuple de l'« Orient lointain », près de l'Océan, qui sont plus tard évangélisés par l'apôtre Thomas puis, génération après génération, attendent la venue de l'étoile du Messie, jusqu'à ce qu'elle apparaisse.
Une légende du XIIe siècle fait du Prêtre Jean, légendaire souverain chrétien d’un puissant royaume oriental, le descendant d’un des Rois mages.
Au début du XIIIe siècle les mages, l'étoile et la figure de Balthazar sont connus en Provence et nourrissent une légende locale : Balthazar serait passé par la région lors de son retour et se serait arrêté aux Baux-de-Provence où les seigneurs affirmaient descendre du Mage. C'est pour cette raison que leur blason portait une étoile d'argent et que leur cri de guerre était : « Au hasard, Balthazar ! ».
Dans La Légende dorée, Jacques de Voragine les nomme dans trois langues différentes : Appellius, Amérius, Damascus en latin ; Galgalat, Malgalat, Sarathin en hébreu ; Caspar, Balthasar, Melchior en grec. Conformément à l'Évangile selon Matthieu, ils sont « mages » mais contrairement à celui-ci, Voragine en fait des « rois ».

### Le thème du quatrième Roi mage
Le pasteur presbytérien américain Henry van Dyke, dans un de ses contes de Noël les plus connus, The Story of the Other Wise Man (« L'Histoire de l'autre Roi mage ») publié en 1892, raconte l'histoire d'un quatrième Roi mage, Artaban de Médée, qui voulut apporter à l'enfant Jésus trois pierres précieuses. Il vendit tous ses biens, et prit la route. En chemin, il rencontra des nécessiteux, pour qui il sacrifia ses cadeaux. Il n'atteignit jamais la crèche, mais Jésus lui apparut plus tard : en ayant aidé des inconnus en détresse, il avait trouvé et aidé Jésus aussi bien que s'il était arrivé à Bethléem.
En 1962, l'Allemand Edzard Schaper (de) propose, dans son récit Der vierte König (de) (Le Quatrième Roi), l'histoire d'un petit roi d'origine russe qui, voyageant en solitaire et s'étant attardé sur le chemin, arrive 33 ans après la naissance de Jésus et assiste à la Crucifixion.
S'inspirant de ces deux ouvrages, l'écrivain français Michel Tournier, dans son roman Gaspard, Melchior et Balthazar paru en 1980, imagine le voyage de ces trois personnages depuis leurs royaumes respectifs jusqu'à Bethléem, en inventant à chacun des motivations différentes basées sur leur histoire et leur destin propre. Il donne sa version de l'histoire d'un quatrième mage, Taor, prince de Mangalore. Parti du sud de l'Inde pour découvrir la recette du « rahat loukoum à la pistache » en compagnie d'une grande suite et de cinq éléphants, il reste trente-trois ans dans les mines de sel de Sodome et arrive à Jérusalem au moment de l'Eucharistie. Tournier en propose en 1983 une version pour enfants intitulée Les Rois mages.
La légende du quatrième Roi mage a connu de nombreuses variantes depuis van Dyke, mais toutes, y compris celle de Tournier, ont en commun le thème de l'arrivée tardive et du salut trouvé au terme d'un échec apparent.

### Œuvres littéraires diverses
L'écrivain Bernard Marcotte, dans le conte intitulé La Dernière Chevauchée des Rois mages (1912), imagine pour le voyage de retour des Rois mages une destinée toute particulière. En 1922, un sonnet d'Edmond Rostand intitulé Les Rois Mages paraît dans le recueil posthume Le Cantique de l'aile dans lequel le Roi Noir, méprisé des deux Rois Blancs, découvre seul l'Étoile.
En 1943, à sa sortie d'un camp de prisonniers, le poète André Frénaud publie son premier ouvrage qu'il intitule Les Rois Mages, un recueil de poésies écrites entre 1938 et 1943 qui comporte un texte intitulé Plainte du Roi Mage et où « il explore les divers retentissements » de la légende développant le thème de la quête qu'il poursuit, par exemple, en 1964, dans un long poème intitulé L'Étape dans la clairière.
Dans sa nouvelle L'Étoile (1955), l'auteur de science-fiction Arthur C. Clarke raconte une mission scientifique dirigée par un astrophysicien jésuite pour examiner les restes d'une supernova, l'étoile qui a notamment guidé les mages vers Bethléem. Celle-ci a causé la destruction d'une civilisation stellaire idyllique, ce qui ébranle la foi du jésuite.
Dans le dixième chapitre du roman Baudolino (2000), intitulé « Baudolino trouve les Rois Mages et canonise Charlemagne », Umberto Eco montre le héros débattre de cette tradition puis, avec ses acolytes, se faire passer pour ceux-ci.

## Arts et sciences

### Musique
- La Marche des rois ou La marche des Rois mages ou encore, en provençal, La Marcho di Rèi est un chant de Noël populaire d'origine provençale repris par Georges Bizet pour son Arlésienne.
- Les Rois mages est une chanson du répertoire de Sheila, datant de 1971.
- Les Mages est une des neuf pièces de l'œuvre musicale pour orgue extraite de La Nativité du Seigneur écrite par Olivier Messiaen.
- We Three Kings ou Three Kings of Orient, également connu sous le nom de We Three Kings of Orient Are ou The Quest of the Magi, est un chant de Noël écrit en 1857 par le pasteur épiscopalien John Henry Hopkins Jr. pour un spectacle de Noël[93].

### Opéra
- Amahl and the Night Visitors de Gian Carlo Menotti, joué pour la première fois à New York pour la télévision le 24 décembre 1951, développe un conte de Noël sur le voyage des rois mages.

### Cinéma
- 2001 : Les Rois mages, film de Bernard Campan et Didier Bourdon, reprend le thème des trois rois mages.
- 2003 : Les Trois Rois Mages, film d'animation espagnol d'Antonio Navarro
- 2008 : Le Chant des oiseaux, film d'Albert Serra

### Sculpture
- Le monument des Rois mages (es) est une sculpture monumentale réalisée par Aurelio López Azaustre (es), inaugurée en 1978 à Ibi, dans la province d'Alicante en Espagne.

### Sciences
Trois algues des Îles des Trois Rois, Chlidophyllon kaspar, Adamsiella melchiori et Curdiea balthazar portent un nom en référence aux Rois mages.